# 나하니 국립공원
나하니 국립공원(영어: Nahanni National Park Reserve)은 캐나다 노스웨스트 준주에 있는 국립공원이다. 옐로나이프에서 약 500 km 서쪽에 위치한다. 공원 내에는 해발 2,972 m의 매켄지 산맥을 포함한다. 나하니 국립공원의 중심부는 사우스나하니 강 유역이다. 제1 내지 제4의 이름이 붙은 협곡은 장엄한 협곡을 형성하고 있다. 나하니의 이름은 원주민인 데네 족 말이며, '정신'을 의미한다. 나하니 국립공원은 유네스코 자연유산으로 1978년에 등록되었다.

## 튜퍼 언덕
튜퍼 언덕은 캐나다에서 가장 큰 튜퍼이다. 이 튜퍼에는 래빗케틀(Rabbitkettle→토끼 주전자)이라고 이름 붙여진 온천지가 있어, 1만 년 전에 형성되어 높이 30 미터, 폭 60 미터의 다공성 석회석이 발견된다.

## 동식물
국립공원의 유황 성분을 포함한 온천, 툰드라, 대산괴, 가문비나무속이나 포풀루스 트레물라로 구성된 숲은 많은 조류, 어류, 포유류의 서식지이다.